# Petrissa Solja
Petrissa Solja (Kandel, 11 de março de 1994) é uma mesa-tenista profissional alemã, medalhista olímpica.

## Carreira

### Rio 2016
Petrissa Solja por equipes conquistou a medalha de prata, com Han Ying e Shan Xiaona.